# Cawker City
Cawker City és una població dels Estats Units a l'estat de Kansas. Segons el cens del 2000 tenia 521 habitants.

## Demografia
Segons el cens del 2000, Cawker City tenia 521 habitants, 261 habitatges, i 151 famílies. La densitat de població era de 203,2 habitants per km².
Dels 261 habitatges en un 17,6% hi vivien nens de menys de 18 anys, en un 48,7% hi vivien parelles casades, en un 6,9% dones solteres, i en un 41,8% no eren unitats familiars. En el 37,9% dels habitatges hi vivien persones soles el 21,5% de les quals corresponia a persones de 65 anys o més que vivien soles. El nombre mitjà de persones vivint en cada habitatge era de 2 i el nombre mitjà de persones que vivien en cada família era de 2,61.
Per edats la població es repartia de la següent manera: un 18% tenia menys de 18 anys, un 5% entre 18 i 24, un 19,8% entre 25 i 44, un 27,4% de 45 a 60 i un 29,8% 65 anys o més.
L'edat mediana era de 49 anys. Per cada 100 dones de 18 o més anys hi havia 97,7 homes.
La renda mediana per habitatge era de 24.833$ i la renda mediana per família de 30.769$. Els homes tenien una renda mediana de 25.893$ mentre que les dones 17.813$. La renda per capita de la població era de 13.693$. Entorn del 12,3% de les famílies i l'11,6% de la població estaven per davall del llindar de pobresa.

## Poblacions més properes
El següent diagrama mostra les poblacions més properes.